# Lennart Broström
Lars Lennart Broström, född 28 september 1944 i Arvika Östra, död 5 mars 2009 i Arvika, var en svensk journalist som arbetade inom radio och tv. För allmänheten var han mest känd för sina radioprogram inom ekonomi och juridik, exempelvis Pengar och rätt, Plånboken. Han var upphovsman till programmet Ring P1.
Lennart Broström var programledare för Gomorron Sverige 1989-1990 och deltog flera gånger i På spåret.